# Trinity County (Kalifornien)
Das Trinity County ist ein County im US-Bundesstaat Kalifornien. Der Verwaltungssitz (County Seat) ist Weaverville.

## Geographie
Das County liegt im nordwestlichen Kalifornien und hat eine Fläche von 8307 Quadratkilometern, wovon 75 Quadratkilometer Wasserfläche sind. Es grenzt im Uhrzeigersinn an folgende Countys: Siskiyou County, Shasta County, Tehama County, Mendocino County und Humboldt County.

## Geschichte
Trinity County war 1850 eine der Gründungscountys von Kalifornien. Teile davon wurden 1852 an Klamath County und 1853 an Humboldt County abgetreten. Klamath County wurde 1876 aufgrund von Korruption und weitreichendem Wahlbetrug wieder aufgelöst.
Seinen Namen hat das County vom Trinity River, der seinerseits 1845 durch Major Pearson B. Messwert benannt wurde, der den irrtümlichen Eindruck hatte, der Strom würde in die Trinidad Bay fließen.
Insgesamt sind 4 Bauwerke und Stätten des Countys im National Register of Historic Places eingetragen.
Im letzten Viertel des 20. Jahrhunderts avancierte das County zum Bestandteil des sogenannten Emerald Triangle – einer nordkalifornischen Region, die neben dem Trinity County die benachbarten Counties Humboldt und Mendocino mit umfasst und die als die größte Marihuana-Anbauregion innerhalb der USA gilt.

## Demografische Daten

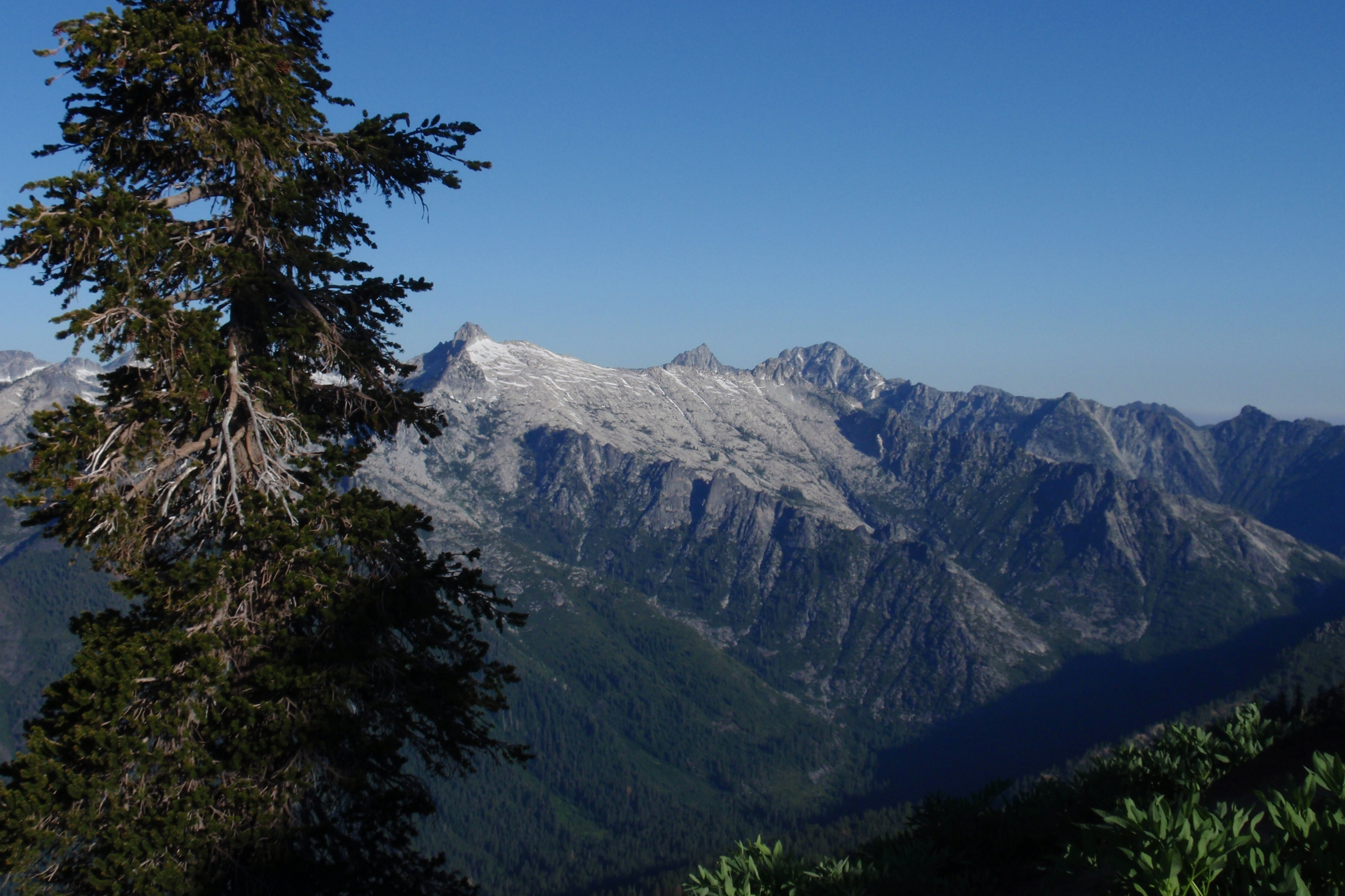
Gebirgspanorama des Trinity Countys

Alterspyramide des XX Countys (Stand: 2000)

Nach der Volkszählung im Jahr 2000 lebten im Trinity County 13.022 Menschen. Es gab 5587 Haushalte und 3625 Familien. Die Bevölkerungsdichte betrug 2 Einwohner pro Quadratkilometer. Ethnisch betrachtet setzte sich die Bevölkerung zusammen aus 88,87 % Weißen, 0,45 % Afroamerikanern, 4,85 % amerikanischen Ureinwohnern, 0,47 % Asiaten, 0,12 % Bewohnern aus dem pazifischen Inselraum und 0,88 % aus anderen ethnischen Gruppen; 4,38 % stammten von zwei oder mehr ethnischen Gruppen ab. 3,97 % der Bevölkerung waren spanischer oder lateinamerikanischer Abstammung.
Von den 5587 Haushalten hatten 25,40 % Kinder und Jugendliche unter 18 Jahre, die bei ihnen lebten. 50,50 % waren verheiratete, zusammenlebende Paare, 10,10 % waren allein erziehende Mütter. 35,10 % waren keine Familien. 29,50 % waren Singlehaushalte und in 11,10 % lebten Menschen im Alter von 65 Jahren oder darüber. Die Durchschnittshaushaltsgröße betrug 2,29 und die durchschnittliche Familiengröße lag bei 2,80 Personen.
Auf das gesamte County bezogen setzte sich die Bevölkerung zusammen aus 22,80 % Einwohnern unter 18 Jahren, 5,10 % zwischen 18 und 24 Jahren, 22,70 % zwischen 25 und 44 Jahren, 32,10 % zwischen 45 und 64 Jahren und 17,20 % waren 65 Jahre alt oder darüber. Das Durchschnittsalter betrug 45 Jahre. Auf 100 weibliche Personen kamen 104,20 männliche Personen, auf 100 Frauen im Alter ab 18 Jahren kamen statistisch 102,60 Männer.
Das jährliche Durchschnittseinkommen eines Haushalts betrug 27.711 USD, das Durchschnittseinkommen der Familien betrug 34.343 USD. Männer hatten ein Durchschnittseinkommen von 31.131 USD, Frauen 24.271 USD. Das Prokopfeinkommen betrug 16.868 USD. 18,70 % Prozent der Bevölkerung und 14,10 % der Familien lebten unterhalb der Armutsgrenze. 26,20 % davon waren unter 18 Jahre und 7,20 % waren 65 Jahre oder älter.

## Orte im County
Im Trinity County existieren als einziges County in Kalifornien keine eigenständigen Kommunen, sondern lediglich zu statistischen Zwecken definierte census-designated places (CDPs). Diese sind:
| - Burnt Ranch - Coffee Creek - Douglas City - Hayfork - Hyampom - Junction City - Lewiston | - Mad River - Post Mountain - Ruth - Salyer - Trinity Center - Trinity Village - Weaverville (County Seat) |